# Amphineurus castroensis
Amphineurus castroensis är en tvåvingeart som beskrevs av Alexander 1929. Amphineurus castroensis ingår i släktet Amphineurus och familjen småharkrankar. Inga underarter finns listade i Catalogue of Life.